# ملعب عمر حمادي
ملعب عمر حمادي, هو ملعب متعدد الرياضات موجود في قلب حي بولوغين بالجزائر العاصمة ،يتسع ل10.000 متفرج. يلعب في هذا الملعب نادي المحلي اتحاد الجزائر.

## تاريخ الملعب
ملعب عمر حمادي هو ملعب كرة قدم، وهو الملعب الرئيسي لنادي مولودية الجزائر وكان يلعب فيه ايضا نادي اتحاد العاصمة منذ الاستقلال من عشب اصطناعي من الجيل الخامس وهو الاحسن في الجزائر بسعة 17 الف متفرج، تم تدشين الملعب في 19 جانفي 1919 ليكون الملعب الرسمي لنادي سانت اوجين وفي 1957 تم بناء المدرج الثالث وبعد الاستقلال تم تغير اسم الملعب الي بولوغين علي اسم المدينة، اخر مرة تم تغيير اسم الملعب كانت عام 1998 الي عمر حمادي قائد سابق للنادي وشارك في ثورة التحرير (حكم عليه بالإعدام خلال حرب التحرير الوطني) والذي قتل بشكل مأساوي مع نجليه في بوزريعة (الجزائر العاصمة) على يد جماعة إرهابية عام 1995.

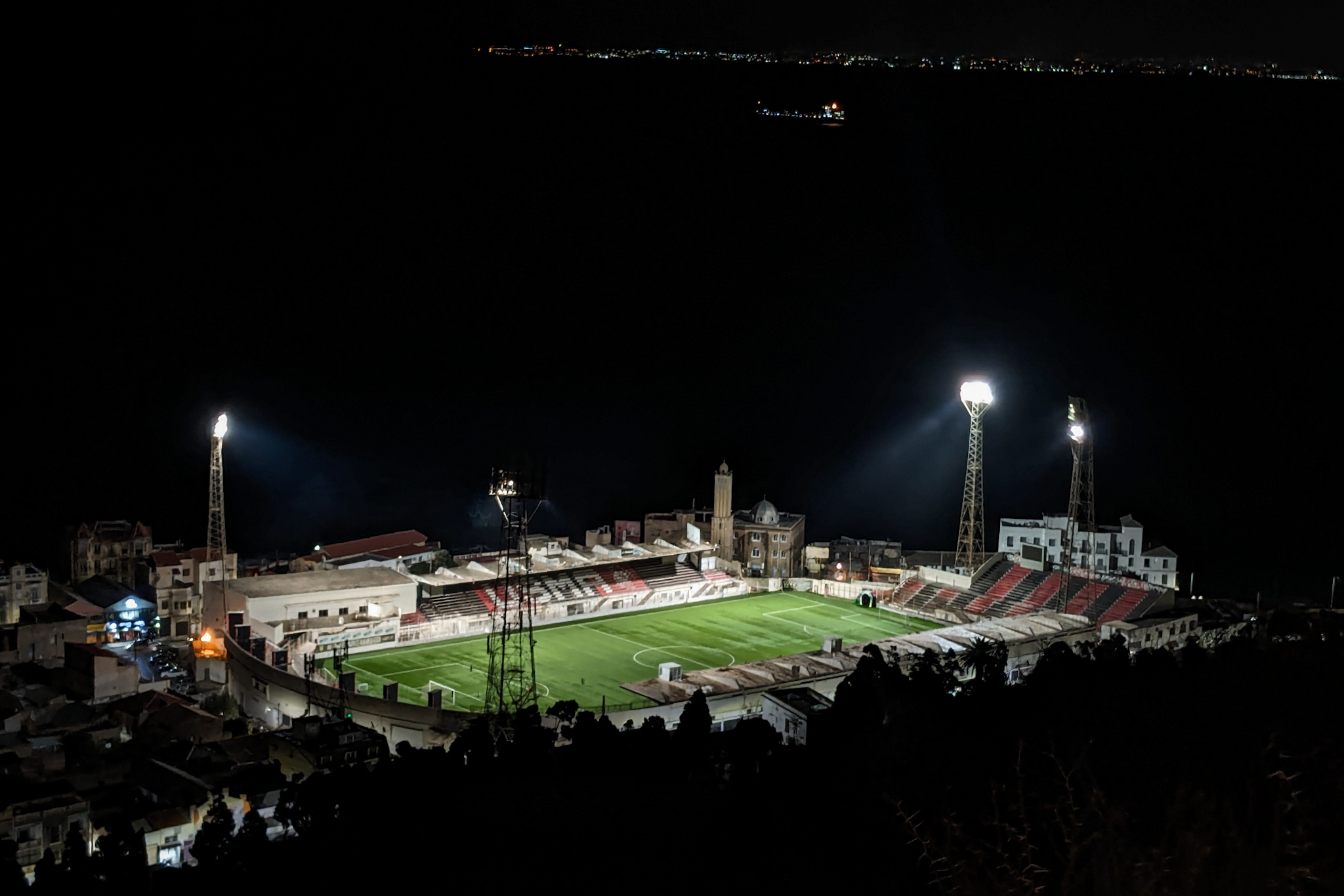
صورة ليلة لملعب عمر حمادي في الجزائر العاصمة

في عام 2000 تم بناء مدرج جديد وبعدها تم تفكيك المدرج العلوي للجهة الغربية بسبب خطورته علي الأنصار، كما استثمر نادي اتحاد العاصمة الذي يحمل امتياز استخدام الملعب في تطوير البنية التحتية اللازمة للتعافي وتدريب اللاعبين، صونا وصالة ألعاب رياضية ومطعم، واستضاف الملعب نهائي كاس الجزائرمرة واحدة عام 1970 وانهزم ضد شباب بلكور بنتيجة 4–1. واستضاف الملعب ذهاب نهائي دوري أبطال أفريقيا في 2015 بين اتحاد العاصمة و تي بي مازيمبي وانتهت للاخير بنتيجة 2–1.